# Длжин
Длжин (словац. Dlžín) — село, громада округу Пр'євідза, Тренчинський край. Кадастрова площа громади — 13.37 км².
Населення 140 осіб (станом на 31 грудня 2020 року).

## Історія
Длжин згадується 1272 року.

## Населення
| Рік:            | 1994. | 2004.    | 2014.   | 2024.    |
| --------------- | ----- | -------- | ------- | -------- |
| Кількість осіб: | 214   | 187      | 176     | 146      |
| Різниця:        |       | -12,61 % | -5,88 % | -17,04 % |

| Рік:            | 2023. | 2024.   |
| --------------- | ----- | ------- |
| Кількість осіб: | 152   | 146     |
| Різниця:        |       | -3,94 % |